# HD 89169
HD 89169，又名BD-19 2964，SAO 178610、HR 4040，是一颗恒星，视星等为6.57，位于銀經260.84，銀緯29.29，其B1900.0坐标为赤經10h 12m 1.2s，赤緯-20° 29.29′ 14″。